# 伊勢鱗太朗
伊勢 鱗太朗（いせ りんたろう）は、日本のAV監督。「イセリン」という愛称がある。

## 来歴
1987年7月にV&Rプランニングから発表した『侵犯』は、本当のレイプなのではないかと噂がたった。V&R社長の安達かおるが『FLASH』や『週刊読売』の記者に「伊勢はやらせだと言ってるけど、本当はレイプしてるんですよ」と囁いて真に受けたメディアが大々的に報道し、すぐ1千本を超えた。これは、V&Rプランニングの史上初めてのヒット作であった。なお、この『侵犯』が、バクシーシ山下の『女犯』に繋がる。
1987年には実験的な撮影手法や珍しかった8ミリカメラを駆使した作品をリリースし注目を浴びた。
一時、安い監督料と激務からAV業を引退、下北沢でジャズバーを開いてマスターをしていたが、1990年、村西とおるから監督兼プロデューサーの誘いを受け、ビックマンというレーベルを立ち上げ現場に復帰。また、若手監督を集め「裸の王様」というレーベルも立ち上げ量産体制に入った。「裸の王様」の発足記念ポスターは、王冠を被った上半身裸の蛭子能収が子豚を抱いているものだった。「裸の王様」で伊勢がプロデュースした監督には高杉弾、平口広美、市原康祐などがいる。1990年、WAHAHA本舗の梅垣義明や村松利史を出演させた『メイド・イン・ジャパン』『ダンス・ミュージック』を世に出す。
伊勢は社会問題に深い関心があり、原子力発電のいかがわしさ、危険性を訴え、AVで原発問題を取り上げようとし、1990年に『原発ピンク列島』を発表。これは「原発銀座」と言われる福井県の美浜原発の海岸で撮影され、女優と助監督が性交をしたり、出演者が放射能漏れを怖がったり、気づいた原発の警備員が取り囲んだりする内容だった。出演者にはまだ無名の松尾スズキや温水洋一がいた。三部作で構成され『原発ピンク列島3』では北海道の泊原発・幌延でロケをしている。伊勢の撮影はキャラバン隊を組んでの旅から旅で、スタッフもキャストも仲間同士で楽しいが、ゲリラ撮影で公共施設に入るため寿命が縮む思いをしたという。

## 人物
1980年代当時中目黒にあったKUKIで一緒になったAV監督の東良美季は、伊勢を「人を巻き込むことにかけては天才的な才能を発揮する人」と評している。
伊勢の才能に加え、KUKIの社長が劇団「天井桟敷」の元団員であったのもあり、KUKIにはミュージシャン(JAGATARAのOTO、メトロファルスの伊藤ヨタロヲ、田口トモロヲ)、漫画家(平口広美、蛭子能収)、役者(WAHAHA本舗の梅垣義明、村松利史)など雑多なメンバーが集まっていたという。田口・蛭子などは、濡れ場はないものの、伊勢のドラマ仕立てのAVに出演している。

## 作品
- 風俗ギャル通信(1980年前半、KUKI)
- 大人はわかってくれない - 共演：前原祐子、藤沢まりの、姫野真利亜
- 勝手にしやがれ(KUKI)
- 社会的責任(1986/6/15、V&R) - 原作者・主演:平口広美。出演:志方いづみ、望月あゆみ、黒沢ひとみ。
- 基本的人権(1986/9/5、V&R) - 沢木夕子
- 侵犯(1987/7/25、V&R) - 内藤由美
- 危険に情事 (1988/4) - 東清美、姫野真利亜
- 危険に情事2 (1988/6)
- 侵犯Ⅱ(1988/6/24、V&R) - 神保美紀
- 大人は判ってくれない。'88(1988/10/29、KUKI) - 監督
- スケこまし、出した後は奇麗にしてね　原発ピンク列島(1990年) - 主演・石川英美
- 出したくってどうにも止まらない 原発ピンク列島3 安西カレン(1990年) - 他:古川亜樹。
- メイド・イン・ジャパン(1990年、ダイヤモンド映像)
- ダンス・ミュージック(1990年、ダイヤモンド映像)
- 走る!! (1990年、裸の王様、プロデュース。ディレクター:平口広美) - 主演:響奈美
- 真説・網走番外地 風を感じて。(1990/5/15、ビックマン、監督) - 出演:美雪沙織、カルメンお雪、斉藤えりか
- 市原康祐の100%快楽シャワー(1990/6/11、裸の王様、製作。企画:鱗太朗商店、監督:市原康祐) - 出演:美雪沙織
- 熱血モロ撮り宣言(1990/7/21、ビックマン) - 出演:美雪沙織、浅野真理亜、浅井理恵、相原ミキ、伊集院美子、島津れいこ、小池みほ、斉藤えりか
- みんなそそっているぞ!!(1990/11/5、ビックマン、監督) - 出演:美雪沙織
- み・ゆ・き(1991/2/5、ビックマン、監督)
- 美雪沙織のお熱いのがお好き!(1991/4/15、ビックマン、監督) - 出演:美雪沙織、野坂なつみ
- 私生活のない女(1991/5/15、ビックマン、監督) - 出演:美雪沙織
- 口全ワイセツ スペルマの洗礼」(1992/9、h.m.p、監督) - 出演:朝岡実嶺
- 日本猟奇残虐事件簿 T電OL熟女陵辱殺人(2005年、ルビー、構成・編集。監督・脚本：阿波一宇)
- 四畳半襖の下張り (2005年5月25日、RUBY）- 三上祐希、桜田久美、美里流季。
- 四畳半襖の下張り2 (2006年8月25日、RUBY）- 青井マリ、風間恭子、美里流季。
- 芸能人 範田紗々 禁断の関係 妹(2007/4/19、監督)
- 性の発禁本シリーズ 秘本「屋根裏の散歩者」(2015/7/9、ルビー、監督) - よしい美希[9]
- 屋根裏の散歩者(2015年、) - 出演:柊木千里、内藤由美、よしい美希。江戸川乱歩の同名小説に着想を得て作成。
- 幕末尼僧伝 爆乳尼さんぶっかけ中出し講 中村京子デビュー33周年記念作品(2017年4月発売、ルビー)
- 熟年を迎えた夫婦たちのフルムーン旅交 220分DX ～兵庫城崎・福井三方五湖篇～(2017年10月発売、ルビー)